# Albina Novak
Albina Novak (rojena Albina Ana Križman), slovenska urednica in društvena delavka v ZDA, * 5. november 1900, Ribnica, † 6. april 1971, Chicago.

## Življenje in delo
Rodil se je očetu posestniku in gostilničarju Matiji Križman ter materi Angeli (rojena Šilec). Novakova se je 1906 s starši preselila v ZDA, kjer je že v mladosti sodelovala v slovenskih kulturnih društvih in podpornih organizacijah, pozneje pa postala tajnica Slovenske ženske zveze, ki jo je 1926 ustanovila Marie Prisland. Od 1933 pa je bila 19 let glavna tajnica in urednica mesečnika Zarja; uredila je pesmarico in kuharsko knjigo, ter organizirala zbiranje pomoči Sloveniji.